# Miguel Álvarez-Fernández
Miguel Álvarez-Fernández (Madrid, 1979-) és un artista sonor, compositor, musicòleg, comisari de projectes d'art sonor i productor musical. Des del 2008 dirigeix i presenta el programa radiofònic setmanal Ars Sonora, a Radio Clásica de Radio Nacional de España, i des del 2012 és professor del "Grau en Creació Musical" de la Universidad Europea de Madrid, on imparteix l'assignatura de "Pensament musical". Va rebre el premi Cura Castillejo de 2011.